# Sint-Antoniuskapel (Leuven)

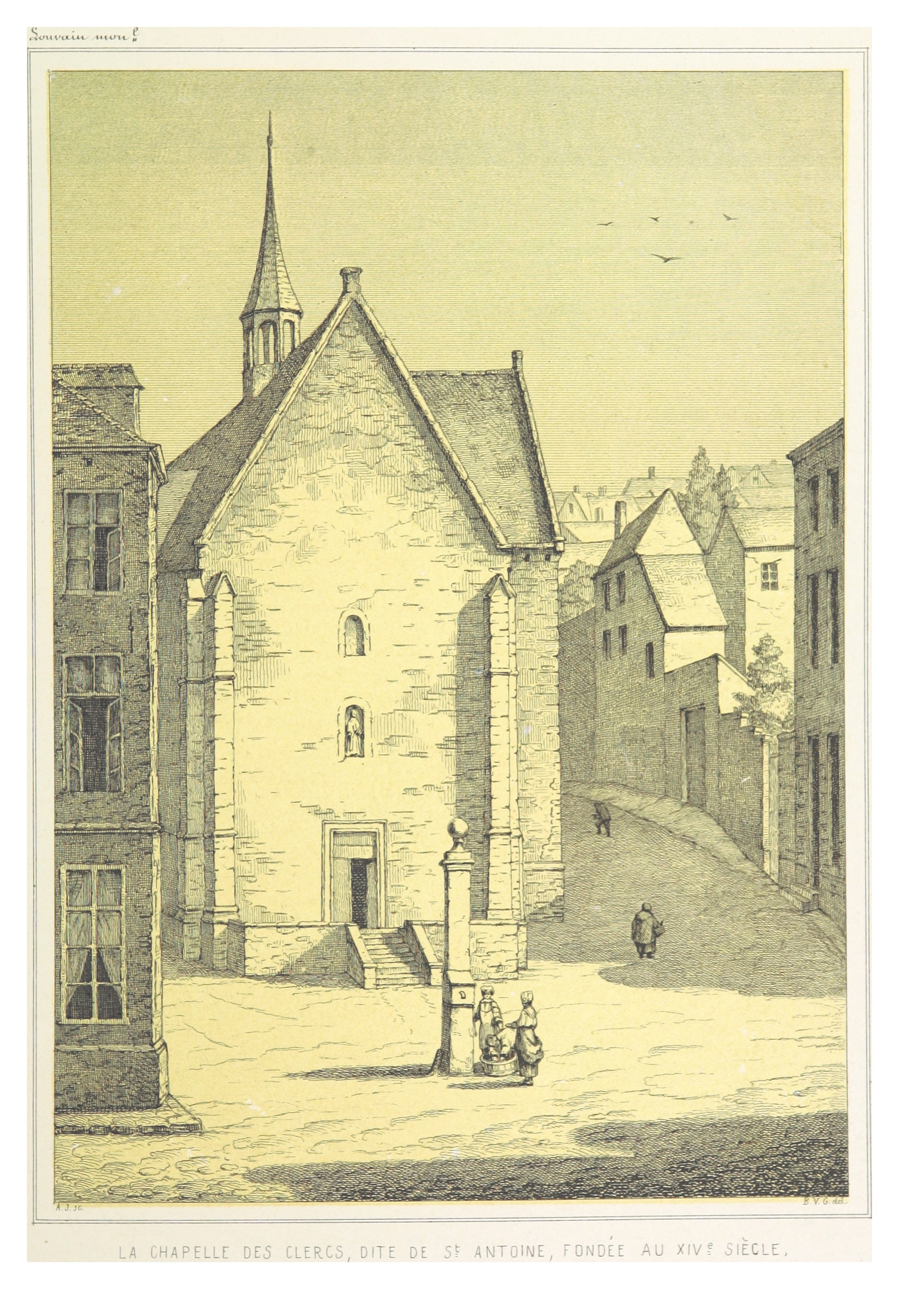
Sint-Antoniuskapel, in haar 17e-eeuwse versie, in Leuven (Zuidelijke Nederlanden)

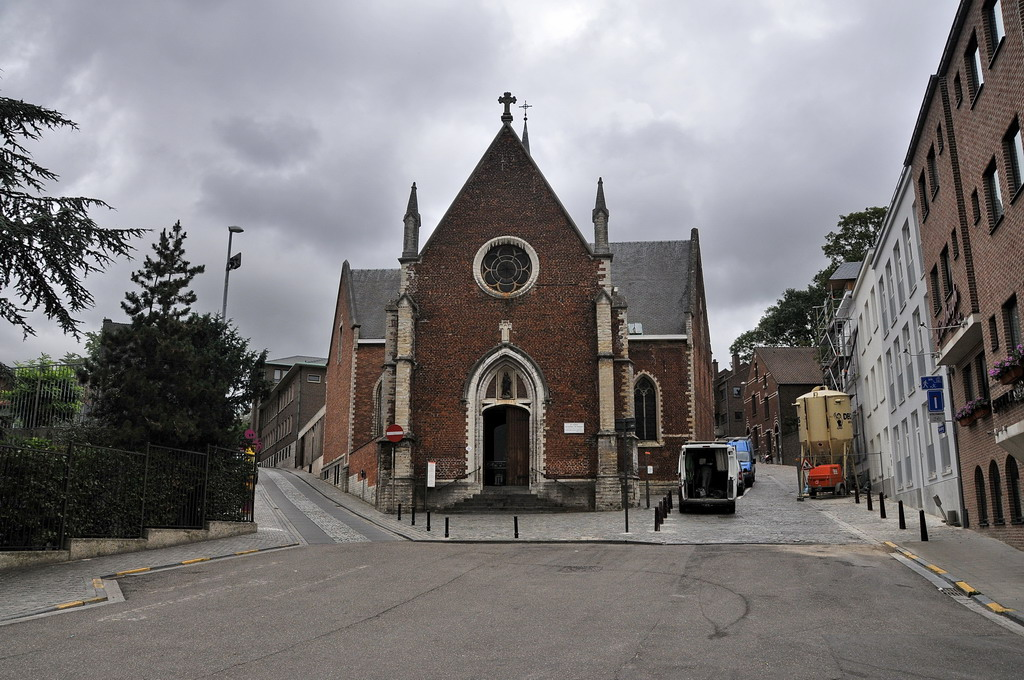
Sint-Antoniuskapel aan de Sint-Antoniusberg en het Pater Damiaanplein (België)

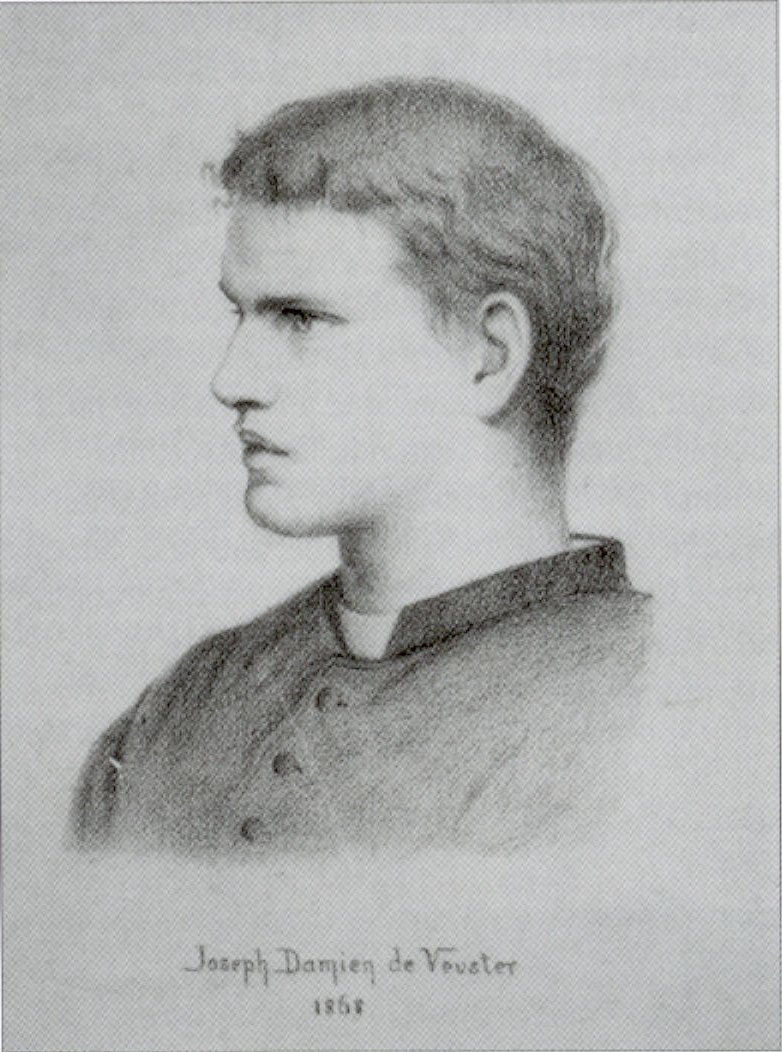
Pater Damiaan, de heilige Jozef De Veuster, een picpus-missionaris in Hawaï

De Sint-Antoniuskapel (1299), in haar huidige versie (1617), is een kapel in de Belgische stad Leuven. Ze staat op het Pater Damiaanplein en is eigendom van de paters Picpussen sinds 1860. De heiligen die er vereerd werden, zijn de Maagd Maria (vanaf 13e eeuw), Antonius van Egypte (vanaf 16e eeuw), Jozef van Nazareth (vanaf 19e eeuw) en Jozef De Veuster of pater Damiaan (vanaf 20e eeuw). Pater Damiaan ligt er begraven in de crypte.

## Historiek

### Klerikale kapel
In 1299 bouwden de geestelijken van de Sint-Pieterskerk in Leuven een kapel aan de voet van de Ramberg, in het centrum van Leuven. Dit was op het grondgebied van de pas opgerichte Sint-Michielsparochie, afgescheurd van de Sint-Pietersparochie. De studenten van de kapittelschool van Sint-Pieter en hun leermeesters kwamen er samen voor de verering van de Maagd Maria. De kapel werd genoemd Mariakapel of Capella Clericorum (kapel van de clerici). De eigenaar was de stad Leuven.

### Universitaire kapel
In 1425 werd de Universiteit Leuven opgericht en verdween de kapittelschool van Sint-Pieter. De faculteit Artes werd eigenaar van de kapel en nam ze in gebruik vanaf 1429. In 1443 schonk Jean van der Merckt 13 huizen in de nabijgelegen Schapenstraat aan de Mariakapel. Deze huizen bevonden zich tussen de Redingenstraat en de Wolvenpoort. Eeuwenlang beheerden twee stichtingen deze huizen als godshuizen. Eén stichting werkte voor de armen en de andere voor wezen. Er kwam een akkoord met de nabijgelegen parochie van Sint-Kwinten over wie in deze godshuizen mocht wonen. De pastoor van Sint-Kwinten stelde bij een leegkomend godshuis drie kandidaten voor; een commissie van universiteitsprofessoren en van bewoners koos er één iemand uit.
Begin 1500 ontstond er een verering van de heilige Antonius van Egypte, deze heilige riep men aan tegen de pest. De heilige kreeg een apart altaar en een klok in de kapeltoren werd naar hem genoemd. Vanaf 1539 volgden er jaarlijks processies voor Antonius. In de volksmond werd de kapel de Sint-Antoniuskapel genoemd. De Mariaverering verdween helemaal. In 1617 werd de Sint-Antoniuskapel gebouwd in de versie die heden nog het uitzicht geeft. De stijl was laatgotisch en in bak- zandsteen gemaakt. Er gebeurden nog restauraties in de 18e eeuw, en in 1780 werden bovendien de zijarmen van het transept afgesmeten wegens verkrotting. Op de plaats van de zijarmen werden kleine huizen tegen de kapel aan gebouwd. 
Op 15 november 1797 sloot het Frans bestuur de kapel, zoals ze deed met de rest van de universiteit.

### Bestuur der Godshuizen
Op beslissing van de Fransen werd het Bestuur der Leuvense Godshuizen eigenaar van de kapel en de godshuizen (1798). Hun voornaamste taak was de godshuizen te beheren voor de behoeftige bevolking en niet de kapel te gebruiken. Zij verhuurden de kapel daarom als stoffenmagazijn of als schrijnwerkerij. Ook Protestanten uit Leuven huurden de kapel van 1847 tot 1853.

### Picpussen
De kapel en vier aanliggende huizen werden publiek verkocht in 1860. De paters Picpussen kochten dit alles. De Congregatie van de paters der Heilige Harten/Picpus bezat reeds een priesterseminarie, het voormalig Divaeuscollege vlak ernaast, op de Sint-Antoniusberg. Zij renoveerden de kapel en openden haar in 1861 onder de naam Heiligdom van Sint-Jozef. Het was het begin van een belangrijke Jozefvererering in de 19e eeuw. Duizenden pelgrims kwamen jaarlijks naar Leuven naar de Sint-Jozefskapel. De Picpussen benoemden hun kapel ‘nationaal Sint-Jozefheiligdom’; een glasraam met de 9 Belgische provincies herinnert hieraan. Grote processies ter ere van Jozef volgden vanaf 1901. Door de toevloed van pelgrims kochten de Picpussen op de Ramberg een processiepark, het Sint-Jozefshof. Na de Eerste Wereldoorlog kende de Jozefbedevaarten hun hoogtepunt. 
In 1936 werd het stoffelijk overschot van de missionaris Pater Damiaan plechtig overgebracht vanuit Hawaï. Zijn rustplaats werd de crypte van de Sint-Jozefskapel. Dit gebeurde in aanwezigheid van koning Leopold III. De crypte voor pater Damiaan bracht een stroom pelgrims op gang, ook vanuit het buitenland. De paters Picpussen waren genoodzaakt de kapel te herbouwen (1960-1961); de architect Jos Ritzen en Walter Steenhoudt kregen een duidelijke doch moeilijke opdracht. De nieuwe liturgie van het Tweede Vaticaans Concilie diende mogelijk te zijn, alsook de voorgevel en de 2 zijgevels van de Sint-Antoniuskapel moesten bewaard blijven, en dit alles op de steile helling van de Sint-Antoniusberg richting Naamsestraat. De architecten slaagden erin de benedenruimte te behouden voor het mausoleum van pater Damiaan en vandaaruit een trappenpartij te bouwen naar een hoger gelegen kapelruimte.
Sinds 2011 is de Sint-Antoniuskapel beschermd erfgoed van de Vlaamse Overheid.